# شريان ركبي علوي إنسي
شريان ركبي علوي إنسي (بالإنجليزية: Medial superior genicular artery)‏‏ هو شريان يتفرعُ من شريان باطن الركبة."VI. The Arteries. 6c. The Popliteal Artery. Gray, Henry. 1918. Anatomy of the Human Body". مؤرشف من الأصل في 2018-05-10. اطلع عليه بتاريخ 2015-05-05.